# Versus (Band)
Versus (Eigenschreibweise: V.E.R.S.U.S) ist eine 2017 gegründete Deutschrock-Band aus Frankfurt am Main.

## Bandgeschichte
Die Band wurde 2017 von Nils Baloun gegründet, der auch bei der Hard-Rock-Band Rock Divine aktiv war. Am 8. Juni 2018 veröffentlichten sie ihr erstes Album Nur vom Feinsten auf dem Label Boersma Records. Die Band spielte im Anschluss auf dem G.O.N.D., dem Spreewald-Rockfestival, dem Werner-Rennen und dem Rock auf der Burg.
Am 9. Mai 2020 erschien ihr zweites Album Doktrin – Mit Eiern, Herz, Wille und Verstand, das im Desert Inn Studio von Viktor Dewald produziert wurde. Das Album erreichte Platz 58 der deutschen Albumcharts.
Am 15. Januar 2021 verließ der bisherige Gitarrist Sebastian Herr die Band und wurde am 19. Januar 2021 durch Michi Loewe ersetzt.
Am 27. Mai 2022 erschien das dritte Album PerVersus, das zum 3. Juni 2022 Platz 49 der deutschen Albumcharts erreichte.
Für die Profimannschaft des Heilbronner EC, die Heilbronner Falken, schrieb und produzierte die Band die neue Hymne Wo die Falken am höchsten fliegen. Sie wurde am 29. September 2023 zum Saisonauftakt der Oberliga Süd, von der Band live in der Heilbronner Eishockeyarena uraufgeführt, und seit dem vor jedem Spiel kurz vor dem Einlauf der Mannschaften gespielt. 

## Musikstil
Versus spielen Deutschrock im Stile von ähnlichen Bands wie Frei.Wild und Böhse Onkelz. Ähnlich diesen Bands verarbeiten sie ebenfalls auch Punk-Einflüsse. Sie definieren sich selbst als „weder rechts noch links“. Die Texte sind wenig politisch, dafür erzählen sie deutschrock-typisch Alltagsgeschichten, Lieder über „harte Zeiten“ und auch genretypische Songs über Alkoholkonsum und Fußball sowie ein gewisses Maß an Lokalpatriotismus. Sie beschreiben sich nicht als „klassische“ Deutschrock-Band, da sie auch andere Einflüsse, insbesondere aus dem Metal verarbeiten.

## Diskografie
Alben
- 2018: Nur vom Feinsten (Boersma Records/Soulfood)
- 2020: Doktrin – Mit Eiern, Herz, Wille und Verstand (Eigenproduktion/Vertrieb über „Halt-deine-Schnauze“)
- 2022: PerVersus (Eigenproduktion/Vertrieb über „Halt-deine-Schnauze“)